# 彰化同緣蝽
彰化同緣蝽（学名：Homoeocerus shokaensis）为緣蝽科同緣蝽屬下的一个种。